# Сийское Евангелие
Сийское Евангелие — рукописное Евангелие-апракос, написанное в 1339 (1340) году. Известно своей миниатюрой «Отослание апостолов на проповедь».

## История
Евангелие было написано в Москве при великом князе Иване Калите в качестве вклада в Лявленский Успенский монастырь (располагался в селе Лявля в 35 километрах к югу от Архангельска), который в 1633 году был присоединён к Сийскому монастырю в библиотеку которого оно и попало. Содержащаяся в конце рукописи памятная запись указывает на её заказчика — «написано быс(ть) си Еуа(н)г(ели)е въ граде Москове на Двину къ с(вя)теи Б(огороди)ци повелениемь рабомь б(ожи)имь Ананиею черньцемь». Также эта запись указывает на имена писцов «писали многогрешней дьяци Мелентии | да Прокоша, бл(а)г(о)-с(ло)в(и)те и|хъ, а не клените».
В отношении даты написания Евангелия памятная запись сообщает: «В лет(о) 6000-е 800-е 47-е [1339], инидикта 12, миротворенаго и с(о)лн(е)чьного кроуга въ 4-е лет(о) висикостное, жидовьсего ирук въ 7-е лет(о), епакта 18 лет(о), въ 5-и каландъ м(е)с(я)ца марта». Несмотря на полноту записи определение точной даты написания Сийского Евангелия вызывает противоречия. Так при сентябрьском начале года эта запись указывает на 25 февраля 1339 года, а при мартовском на тот же день, но 1340 года.
В Антониево-Сийском монастыре Евангелие в июне 1829 года обнаружил археограф П. М. Строев. По месту обнаружения оно и получило своё название — Сийское. В 1903 году оно поступило в Древлехранилище Архангельского епархиального церковно-археологического комитета. По описи 1922 года Сийское Евангелие находилось в отделении рукописных и старопечатных книг Архангельской Публичной библиотеки, но фактически хранилось в пакгаузах Архангельской таможни. В 1927 году его передали в архив Историко-археографической комиссии (Ленинград), а в 1932 году — в рукописное отделение библиотеки Академии наук.

## Описание

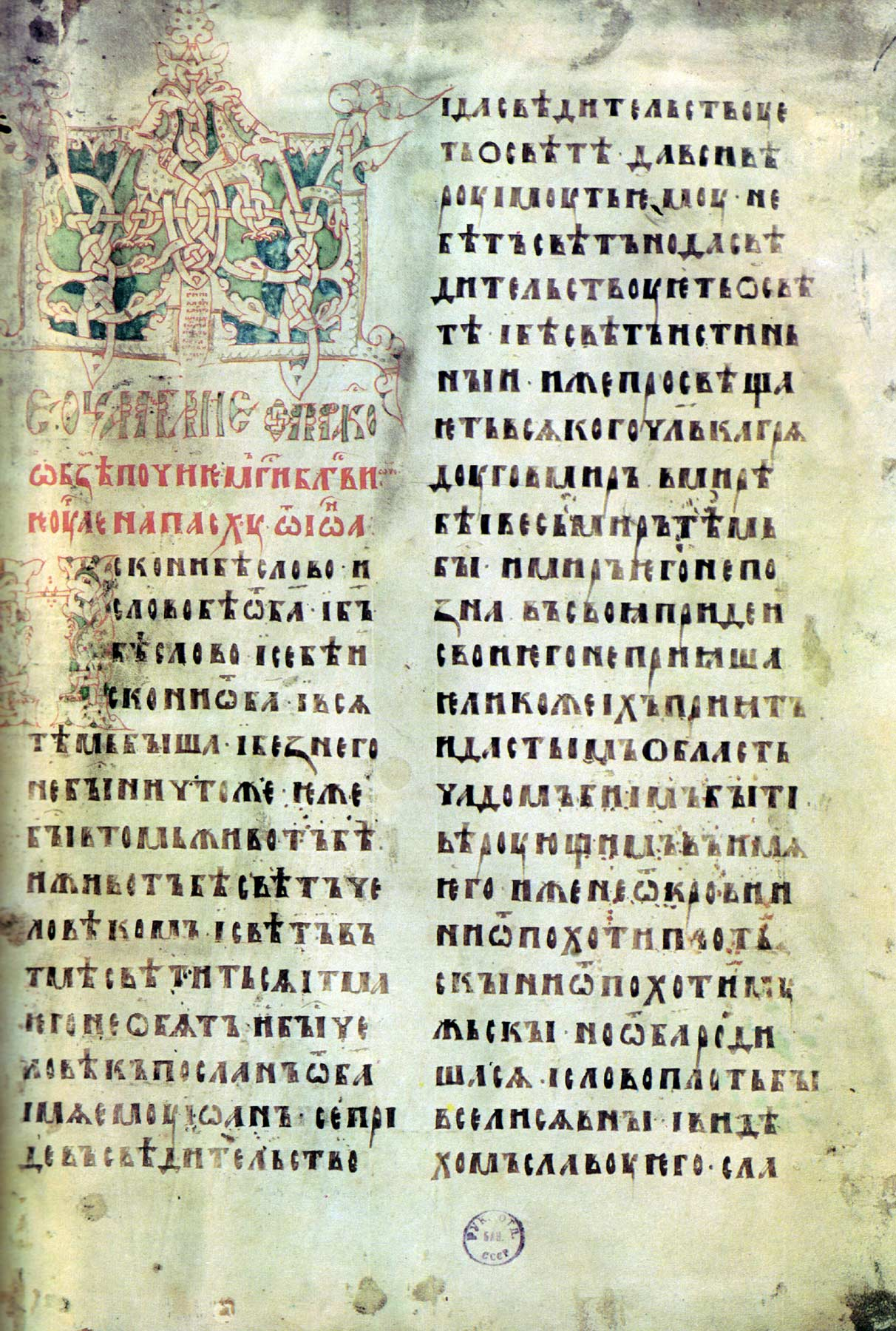
Заставка на первом листе рукописи

Евангелие написано на пергамене, содержит 216 ненумерованных листов. Текст написан уставом в два столбца по 24 строки (листы были разлинованы по трафарету). На полях имеются приписки, выполненные уставной скорописью. Рукопись сохранилась в полном объеме, за исключением первого листа (см. о нём ниже) и листом, вырезанным из 22 тетради, следовавшим за листом 172 об. Евангелие заключено в простой переплёт, обтянутый пергаменом, без каких-либо украшений.

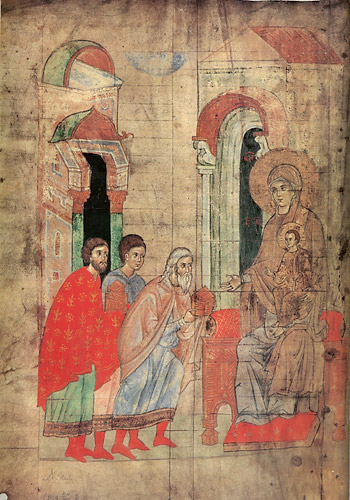
«Поклонение волхвов»

В начале текста помещена единственная в книге заставка четырёхугольной формы с изображением змеиных голов и двух драконов. Они нарисованы киноварью, а пространство между этими фигурами закрашено зелёной и синей краской. В Сийском Евангелии имеется две миниатюры в полный лист: «Отослание апостолов на проповедь» и «Поклонение волхвов».
На миниатюре «Отослание апостолов на проповедь» Иисус Христос изображён в жёлтом хитоне и синей ризе. Он стоит у входа в храм, увенчанный куполом с крестом. Правая рука сложена в благословляющем жесте и направлена к стоящим перед ним апостолам, в левую помещён свиток. Лицам и фигурам каждого из них преданы индивидуальные черты (например, первым немного склонившимся и с прижатой к груди рукой изображён апостол Пётр, последним в образе молодого безбородого юноши Иоанн Богослов). Голова Иисуса окружена золотым нимбом, апостолы же изображены без него. Имя автора этой миниатюры — Иоанн, известно по одной из записей на страницах Сийского Евангелия.
Миниатюра «Поклонение волхвов» первоначально была первым листом рукописи, но затем предположительно в 1829 году была вырезана обнаружившим рукопись П. Строевым и хранится в Русском музее в Санкт-Петербурге куда поступила не позднее 1934 года. Принадлежность данной миниатюры Сийскому Евангелию была установлена О. Ю. Поповой и затем подтверждена член-корреспондентом РАН Г. И. Вздорновым.